# Нико Луковић
Дон Нико Луковић (Прчањ, 21. септембар 1887 — Прчањ, 15. фебруар 1970) био је српски католички свештеник из Боке Которске, писац, културни и научни радник, добротвор, хуманиста.

## Биографија
Рођен је у Прчњу (месту крај Котора), у старој поморској и бродовласничкој породици. Гимназију је завршио у Котору, а теологију у Задру. 1910. године је постављен за жупника на Прчњу, а затим и за каноника у Котору, 1933. године.
Дон Нико Луковић је био прави народни свештеник, човек широке културе и таквог погледа на свет. Био је велики јужнословенски родољуб и неуморно је проповедао братсво међу југословенским народима. Био је мецена и колекционар уметничких дела. Његовом заслугом је, поред слика венецијанске школе, драгоцених икона и предмета, формирана збирка у жупној цркви, Богородичином храму у Прчњу, у којој се налазе и дела савремених југословенских уметника тога доба: Мештровића, Лубарде, Росандића, Милуновића, Радауша и других. Велики део својих књига и предмета поклонио је Поморском музеју. Тако је промовисао културно-уметничку, али и историјску баштину Боке Которске. Такође, написао је туристички водич и радио на промоцији Боке као туристичке дестинације.
Био је један од оснивача Поморског музеја у Котору, которске секције Друштва историчара Црне Горе, почасни члан Југословенског друштва за историју медицине и сарадник Историјског института Црне Горе. О богатој прошлости и традицији свога места писао је у својим делима, међу којима је најпознатије оно са истоименим називом „Прчањ“ из 1937. године. Написао је десетак књига и преко сто педесет наслова објављених у разним часописима, зборницима и новинама.
Био је велик поштовалац владике Његоша који је становао у Прчњу, код брата његовог деде, те је на његову иницијативу на тој кући 1947. године, постављена спомен плоча, а касније је испред цркве постављена и Његошева биста.

## Ставови и везе Ивановића са Петровићима
У Скупштини Црне Горе 1946. године, Нико Луковић је рекао да су Црногорци најмањи али највитешкији народ на словенском југу, а можда и у целом словенству. Ниједан народ на Балкану није се тако упорно, непрекидно и дуготрајно борио за слободу као црногорски народ, најчистија етничка група међу Србима.
На великој прослави 750 година СПЦ у Котору 7. септембра 1969. године, говорио је и Дон Нико Луковић. Говорио је о величини Светог Саве осврћући се на Његоша, који је својим делима као владика и српски песник овековечио Српску православну цркву. Похвално је говорио је и о Српском пјевачком друштву Јединство из Котора. Везе Петровића и Ивановића су дуге, јер је Његош при боравку у Боки, одседао и у кући конта Ивановића у Доброти, од којих су и старији Црногорци добили новац да откупе од Турака владику Данила. Један Ивановић, који је живео у Млецима и ту издавао лист, је дошао на Цетиње са осталим италијанским новинарима када се књагињца Јелена верила, и захтевао да се један новинар одбије као недостојан. 